# Mogoșești (okręg Dolj)
Mogoșești – wieś w Rumunii, w okręgu Dolj, w gminie Goiești. W 2011 roku liczyła 317 mieszkańców.